# Julius Leopold Theodor Friedrich Zincken
Julius Leopold Theodor Friedrich Zincken est un zoologiste allemand, né le 15 avril 1770 et mort le 8 février 1856 à Brunswick.